# Digonodes gemela
Digonodes gemela là một loài bướm đêm trong họ Geometridae.